# 선물 (필리핀의 드라마)
《선물》(영어: The Gift)는 2019년 방영된 필리핀의 드라마이다.